# Barrado
Barrado és un municipi de la província de Càceres, a la comunitat autònoma d'Extremadura (Espanya). Limita al N amb Piornal, a l'E amb Arroyomolinos de la Vera, al S amb Gargüera de la Vera i a l'O amb Casas del Castañar i Cabrero.

Carrer Reial de Barrado

En la serra de San Bernabé, a cavall entre la vall del Jerte i la comarca de La Vera, s'hi troba aquesta vila de cases molt típiques i que s'apilen en escarpats carrerons formant un laberint. L'església de Sant Sebastià és del segle xvi i mostra una cúpula de mitja taronja i un retaule major barroc.
Les dues gorges que creuen el terme municipal concedeixen gran espectacle al seu paisatge. En l'embassament de la gorga del Obispo són possibles el bany i la pesca de truites. Als voltants hi ha prats i cultius d'olivera, cirerer i fruitérs. Hi abunden les rouredes i els castanyars. En la roureda de la Solana, un dels més grans d'Europa, s'aixeca el Roble Grande, de quinze metres d'altura, declarat Árbol Singular per la Junta d'Extremadura.

## Festes
Durant la celebració de l'Alborá, en honor del sant, es canta i es toca el tambor tota la matinada. La festa finalitza amb un desdejuni de xocolata amb dolços. Altres festes d'interès són les de San Gregorio, al que cobreixen de cireres, i la del Palo de San Juan, en la que una cucanya coberta de seu es remata amb productes de matança. S'han de visitar les ermites del Cristo del Humilladero i la de Santa María, situades en una talaia amb magnífiques vistes de la Vall del Tietar. Des del mirador de El Risco hi ha magnifiques panoràmiques.

## Demografia
| Població de Barrado (1877 – 2007) | Població de Barrado (1877 – 2007) | Població de Barrado (1877 – 2007) | Població de Barrado (1877 – 2007) | Població de Barrado (1877 – 2007) | Població de Barrado (1877 – 2007) | Població de Barrado (1877 – 2007) | Població de Barrado (1877 – 2007) | Població de Barrado (1877 – 2007) | Població de Barrado (1877 – 2007) | Població de Barrado (1877 – 2007) | Població de Barrado (1877 – 2007) | Població de Barrado (1877 – 2007) | Població de Barrado (1877 – 2007) | Població de Barrado (1877 – 2007) | Població de Barrado (1877 – 2007) | Població de Barrado (1877 – 2007) |
| --------------------------------- | --------------------------------- | --------------------------------- | --------------------------------- | --------------------------------- | --------------------------------- | --------------------------------- | --------------------------------- | --------------------------------- | --------------------------------- | --------------------------------- | --------------------------------- | --------------------------------- | --------------------------------- | --------------------------------- | --------------------------------- | --------------------------------- |
| 1877                              | 1887                              | 1897                              | 1900                              | 1910                              | 1920                              | 1930                              | 1940                              | 1950                              | 1960                              | 1970                              | 1981                              | 1991                              | 2001                              | 2005                              | 2006                              | 2007                              |
| 619                               | 520                               | 587                               | 613                               | 629                               | 708                               | 748                               | 873                               | 915                               | 937                               | 828                               | 660                               | 583                               | 524                               | 507                               | 495                               | 502                               |